# دانیله دی وزه
دانیله دی وزه (انگلیسی: Daniele De Vezze؛ زادهٔ ۹ ژانویهٔ ۱۹۸۰) بازیکن فوتبال اهل ایتالیا است.
از باشگاه‌هایی که در آن بازی کرده‌است می‌توان به باشگاه فوتبال فیورنتینا، باشگاه فوتبال آسکولی، باشگاه فوتبال تورینو، باشگاه فوتبال مسینا، باشگاه فوتبال ویرتوس لانچانو، باشگاه فوتبال آ.اس. رم، باشگاه فوتبال باری، باشگاه فوتبال جنوآ، باشگاه فوتبال رجانا، باشگاه فوتبال بنونتو، ماترا کالچو، باشگاه فوتبال لیورنو، باشگاه فوتبال پالرمو، و باشگاه فوتبال یو. اس. پرگولیتزه اشاره کرد.
وی همچنین در تیم‌های ملی فوتبال زیر ۱۸ سال ایتالیا و زیر ۲۰ سال ایتالیا بازی کرده‌است.
وی در مسابقات کشوری و بین‌المللی در مجموع برندهٔ ۱ مدال برنز شده‌است.